# 1844 Susilva
Susilva (asteróide 1844) é um asteróide da cintura principal, a 2,8741803 UA. Possui uma excentricidade de 0,0475971 e um período orbital de 1 914,83 dias (5,24 anos).
Susilva tem uma velocidade orbital média de 17,14534022 km/s e uma inclinação de 11,77789º.
Esse asteróide foi descoberto em 30 de Outubro de 1972 por Paul Wild.